# Aeroportul Municipal Atlantic
Aeroportul Municipal Atlantic (IATA: AIO, ICAO: KAIO, FAA LID: AIO) este un aeroport din Iowa, Statele Unite ale Americii ce deservește zona Atlantic⁠(d).
Situat la o altitudine de 360 m, aeroportul dispune de 2 piste.

## Infrastructură

### Piste
Aeroportul dispune de 2 piste. Pista 2/20 are suprafața de beton și dimensiunile 5.000 picioare × 75 picioare. Pista 12/30 are suprafața de asfalt și dimensiunile 3.132 picioare × 75 picioare. 